# James H. Ladson
James Henry Ladson (* 11. Juni 1795 in Charleston, South Carolina; † 3. April 1868 ebenda) war ein wohlhabender US-amerikanischer Plantagenbesitzer, Sklavenhalter und Geschäftsmann aus Charleston in South Carolina.

## Familie

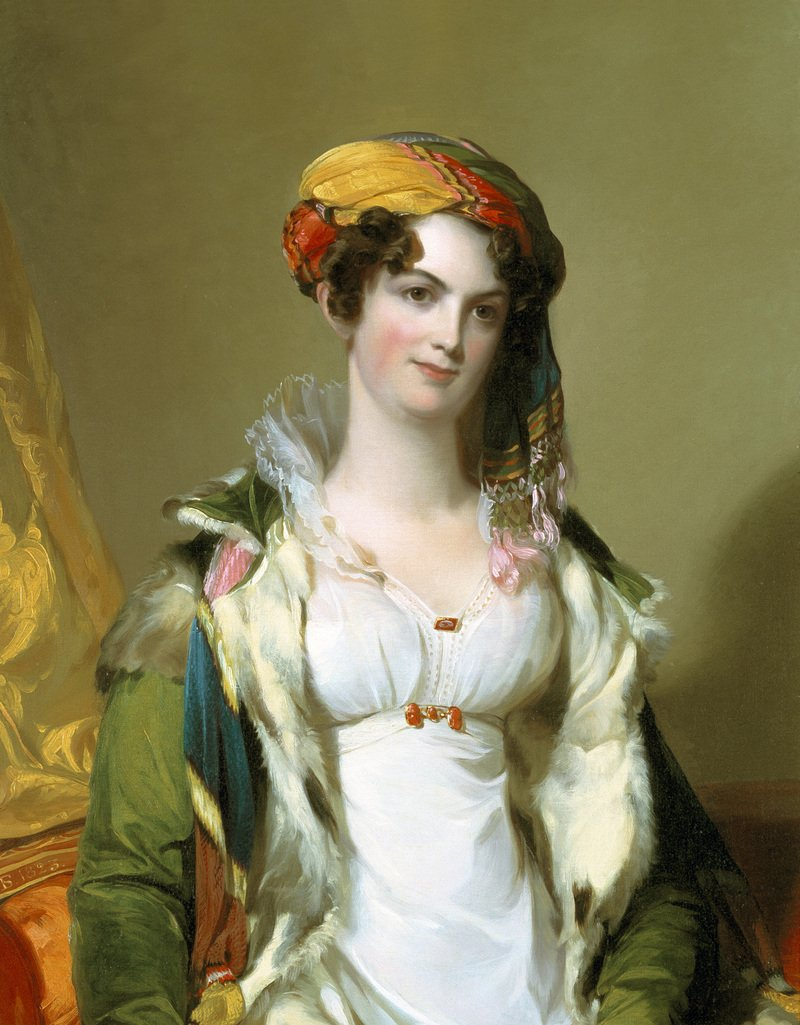
Seine Schwester Sarah Ladson; „sie bezog sich visuell auf den Geschmack der Sklavinnen, mit denen sie aufgewachsen ist“.

Ladson gehörte zu einer der prominentesten Familien der Plantagenbesitzer- und Handelselite in Charleston. Diese hatte ab dem 17. Jahrhundert eine wichtige Rolle bei der britischen Kolonisierung Nordamerikas und im Sklavenhandel gespielt. Er war Sohn des Vizegouverneurs des Bundesstaates South Carolina James Ladson und Enkel des Bankiers und Sklavenhändlers Benjamin Smith; sein Urgroßvater Joseph Wragg war jahrzehntelang der größte Sklavenhändler in den heutigen Vereinigten Staaten. Zu seinen Vorfahren gehörten auch die Gouverneure Robert Gibbes, Thomas Smith und Joseph Blake sowie der erste europäische Siedler von Carolina, Henry Woodward. Das Gibbes Museum of Art ist nach der Familie seiner Großmutter benannt. Unter seinen Nachkommen ist Ursula von der Leyen, die 1978 unter dem Pseudonym Rose Ladson lebte; sie ist auch Nachfahrin seiner beiden Schwestern, Elizabeth (biologisch) und Sarah (durch Adoption). Die Gemeinde Ladson ist nach seiner Familie benannt.

## Wirken

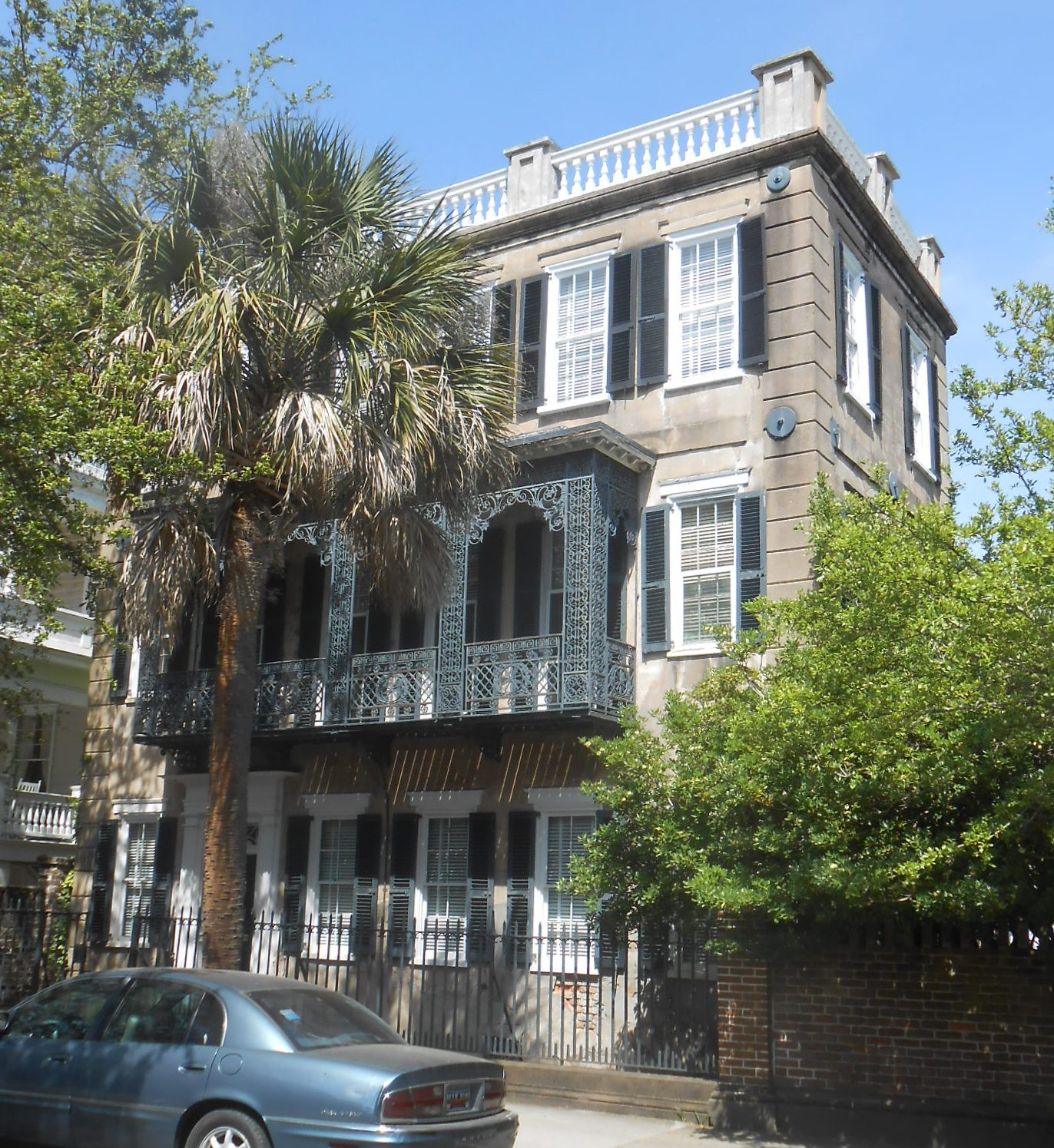
Stadthaus James H. Ladsons in Charleston, heute Ladson House

James Ladson war Eigentümer von James H. Ladson & Co., eines großen Unternehmens, das im Reis- und Baumwollgeschäft tätig war; er besaß über 200 Sklaven. Er war auch Konsul des Königreiches Dänemark in South Carolina, Direktor der State Bank und hatte zahlreiche andere Geschäfts-, Kirchen- und Bürgerämter inne.
Er und andere Mitglieder der Plantagenbesitzer- und Handelselite von Charleston spielten eine Schlüsselrolle beim Ausbruch des Amerikanischen Bürgerkriegs. Er war 1851 Vizepräsident des Great Southern Rights and Southern Co-Operation Meeting in Charleston.
Er verbrachte „einen Teil des Jahres“ auf seiner Plantage in North Santee, wohnte aber ansonsten mit zwölf Haussklaven in einem Stadthaus in Charleston. Das Haus besteht bis heute und wurde nach ihm als Ladson House benannt.
Die Charleston Daily News bezeichnete ihn als „ein ausgezeichnetes Exemplar des alten Carolina-Gentleman, von reinem Charakter und von hohem Standard in seinen Geschäften. […] er stand an erster Stelle in christlichen Tugenden und aktiver Wohltätigkeit.“
Er war ein Verfechter der Sklaverei und schrieb 1845 über seine Ansichten zu diesem Thema. Ladson glaubte fest an religiösen Unterricht, um die Disziplin der Sklaven aufrechtzuerhalten:

„Der religiöse und moralische Unterricht der Neger ist für mich seit einigen Jahren ein Thema von großem Interesse, und ich bin fest davon überzeugt, dass unsere Anstrengungen in ihrem Interesse (obwohl viel, sehr viel zu tun bleibt) nicht nur im Ausland missverstanden werden, sondern auch nicht gewürdigt werden. Den Neger zu verbessern ist eine weitaus mühsamere Aufgabe, als sich viele, die keine Erfahrung im Unterricht der Neger haben, bewusst sind. Sie sind von Natur aus einfach und von schwachem Verstand, besitzen aber im Allgemeinen gute Erinnerungen, und diejenigen, die sich mit diesem Werk der Nächstenliebe befasst haben, müssen nach viel Mühe beklagen, dass der Unterricht, die sie zu erteilen versucht haben, obwohl sie in Erinnerung geblieben sind, pervertiert und fehlgeleitet worden ist.“